# Велімово
Велімово (пол. Wielimowo, нім. Wilmsdorf) — село в Польщі, у гміні Міломлин Острудського повіту Вармінсько-Мазурського воєводства.
Населення — 55 осіб (2011).
У 1975—1998 роках село належало до Ольштинського воєводства.

## Демографія
Демографічна структура станом на 31 березня 2011 року:
|          | Загалом | Допрацездатний вік | Працездатний вік | Постпрацездатний вік |
| -------- | ------- | ------------------ | ---------------- | -------------------- |
| Чоловіки | 27      | 6                  | 18               | 3                    |
| Жінки    | 28      | 8                  | 16               | 4                    |
| Разом    | 55      | 14                 | 34               | 7                    |